# Themba Dlamini
Themba Dlamini (1º dicembre 1950) è un politico swati, primo ministro dell'eSwatini dal 26 novembre 2003 al 18 settembre 2008.

## Biografia
Themba Dlamini si laureò presso l'Università del Botswana nel 1978, proseguendo gli studi presso l'Università dell'eSwatini e conseguendo un master nel 1987 all'Università di Nairobi. Dopo gli studi, ricevette diversi incarichi presso l'eSwatini National Provident Fund, la Banca Centrale dell'eSwatini e l'eSwatini Industrial Development Company. Dal 1991 è stato nominato direttore e amministratore delegato della società statale Tibiyo TakaNgwane, fondo che si occupa di promuovere l'economia e la cultura nell'eSwatini.
Dlamini fu nominato primo ministro il 14 novembre 2003 dal re Mswati III. Detenne tale carica fino al 18 settembre 2008, quando fu nominato ad interim il primo ministro Bheki Dlamini, mentre il 16 ottobre dello stesso anno gli succedette l'ex PM Barnabas Sibusiso Dlamini.